# Bloodline (počítačová hra)
Bloodline je počítačová hra vydaná v roce 2005 českou firmou Zima Software. Hra vyšla v češtině, ruštině a polštině. Vznikl také fanouškovský překlad titulků do angličtiny.

## Příběh
Bloodline se odehrává v 60. letech v Anglii a vypráví příběh muže, který se probírá na lůžku v ordinaci a na nic si nevzpomíná, ani na své jméno. Ordinace je zašlá, zatuchlá a krev je v ní všude, na podlaze i v umyvadle. Za druhými dveřmi čeká na hlavního hrdinu šokující nález, zohavená mrtvola třímající v ruce šroubovák, kterým si po splnění určité sekvence úkolů otevře dveře na chodbu. Tam ovšem zjišťuje, že sanatorium Black Hill, kde se nachází je plné oživlých mrtvol, které mu jdou po krku. Po čase se setká s ředitelem sanatoria dr. Brownem, který se ho pokusí zabít. V kanceláři ředitele nalézá tajemný medailon a také film s nacisty, kteří provádějí pokusy na lidech. Přes podzemní chodbu na dvoru projde do nedaleké hospody a zjišťuje, že se nemrtví vyskytují všude i mimo sanatorium. Navštíví také loděnice, maják, hřbitov, stoky, lom a kostel. Nalezené indicie hlavnímu hrdinovi naznačují, že za tou vší hrůzou stojí dr. Brown.

## Popis hry
Hra žánrově spadá do kategorie akčních her. Tvůrci jí sami označují za akční/adventura/survival horor. Hráč krom soubojů s hrůzu nahánějícími nepřáteli také řeší úkoly typu „musím najít něco, čím bych otevřel dveře“, nebo „motor je zadrhlý, chtělo by to ho promazat“. Engine je přímo vytvořený Zima Software a je zaměřený spíše na menší vnitřní prostory. Vnější prostory již nejsou tak dobře designované a vykreslovací horizont je velmi malý.

## Vývoj
Hru začala vyvíjet česká firma Zima Software již v roce 1999. Tehdy se ovšem jmenovala Death Tracer a mělo jí to kyberpunkovou akci. Roku 2001 byl projekt přepracován a přejmenován na Bloodline. Do vývojářského týmu bylo přijato několik nových programátorů a také scenárista Jozeph Német. Do té doby dosti chaotický vývoj začal být tak nějak přehlednější a díky scénáři již vývojářský tým přesně věděl, na čem to vlastně dělá. 
Hra měla původně spatřit světlo světa již v roce 2002. Nicméně první udaný termín, ani několik dalších nebylo dodrženo. Hra tak v roce 2002 vůbec nevyšla. Na světě se nicméně objevilo několik screenshotů ze hry, ze kterých hororová atmosféra přímo kapala a začínalo být jasné, že Bloodline rozhodně nebude záležitost pro slabé povahy, jako třeba předchozí hry Zima softu ze série Polda. Hra tak nakonec vyšla až v lednu 2005 (pro novináře již v prosinci 2004). Podle kritiků však byla hra vydána předčasně bez řádného betatestingu. Opravný patch uniklý na internet, byl roku 2005 rozpracovaný, ale nedokončený, patch však skoro nic neopravuje a hra nemusí fungovat tak, jak by měla.

## Přijetí
Dabing, hudba, grafika a příběh byly světlou stránkou hry. Hlavního hrdinu namluvil Zdeněk Mahdal, vedlejší postavy pak Bohdan Tůma. Většina recenzí však byla pro hru spíše negativní. Nejvíce kritizované vlastnosti hry byly: příliš vysoké hardwarové nároky, i na daleko lepším hardwaru než bylo doporučované docházelo k sekání a nahrávání je několik minut dlouhé, chudé hlavní menu, špatně hratelné souboje (nerozlišená místa zásahu, nepřátelé se mohli několikrát obnovit), nejasný postup pro pokračování do dalšího levelu a někdy i zapadnutí za textury. Prodejně i u kritiků hra spíše propadla. Hodnocena byla serverem Doupě.cz 60 %, Games.cz 40 % a BonusWeb.cz 40 %, časopisem Score 42 %, GameStar 38 % a Level 20 %.

## Kompatibilita
Minimální požadavky hry byly PC s Windows 98, CPU 900 MHz, 256 MB RAM, grafická karta s 32 MB RAM a ovládání přes počítačovou myš. Doporučovaná konfigurace byla CPU 1,7 GHz, 512 MB RAM a grafická karta s 64 MB RAM.